# Colortex Budapest Grand Prix 2001
Colortex Budapest Grand Prix 2001 — жіночий тенісний турнір, що проходив на відкритих кортах з ґрунтовим покриттям у Будапешті (Угорщина). Належав до серії Tier V в рамках Туру WTA 2001. Відбувсь усьоме і тривав з 16 до 22 квітня 2001 року. Перша сіяна Магдалена Малеєва здобула титул в одиночному розряді й отримала 16 тис. доларів США.

## Фінальна частина

### Одиночний розряд
Магдалена Малеєва —  Анна Кремер 3–6, 6–2, 6–4
- Для Малеєвої це був єдиний титул в одиночному розряді за сезон і 8-й — за кар'єру.

### Парний розряд
Татьяна Гарбін /  Жанетта Гусарова —  Жофія Губачі /  Драгана Зарич 6–1, 6–3
- Для Гарбін це був 2-й титул за сезон і 4-й — за кар'єру. Для Гусарової це був 3-й титул за сезон і 8-й — за кар'єру.